# Список наград и номинаций Girls’ Generation — TTS
Список наград и номинаций Girls’ Generation — TTS, первого официального саб-юнита южнокорейской гёрл-группы Girls’ Generation, включает в себя свыше 10 номинаций на музыкальных премиях, а также свыше 10 побед на различных музыкальных шоу.

## Музыкальные премии

### Mnet 20's Choice Awards
| Год  | Номинация        | Что номинировано        | Результат |
| ---- | ---------------- | ----------------------- | --------- |
| 2012 | Трендовая музыка | Girls’ Generation — TTS | Победа    |

### Mnet Asian Music Awards
| Год  | Номинация                          | Что номинировано        | Результат |
| ---- | ---------------------------------- | ----------------------- | --------- |
| 2012 | Лучшая женская группа              | Girls’ Generation — TTS | Номинация |
| 2012 | Лучшая глобальная группа           | Girls’ Generation — TTS | Номинация |
| 2012 | Артист Года                        | Girls’ Generation — TTS | Номинация |
| 2014 | Лучшее видео по версии Youku-Tudou | «Holler»                | Номинация |
| 2014 | Выбор фанатов — Женский артист     | Girls’ Generation — TTS | Победа    |

### Melon Music Awards
| Год  | Номинация     | Что номинировано        | Результат |
| ---- | ------------- | ----------------------- | --------- |
| 2012 | Артист Топ-10 | Girls’ Generation — TTS | Номинация |

### SBS MTV Best of the Best
| Год  | Номинация                | Что номинировано        | Результат |
| ---- | ------------------------ | ----------------------- | --------- |
| 2012 | Лучший глобальный артист | Girls’ Generation — TTS | Номинация |
| 2012 | Артист Года              | Girls’ Generation — TTS | Номинация |
| 2014 | Лучшее женское видео     | «Holler»                | Номинация |

### Golden Disk Awards
| Год  | Номинация               | Что номинировано        | Результат |
| ---- | ----------------------- | ----------------------- | --------- |
| 2013 | Диск Дэсан              | Twinkle                 | Номинация |
| 2013 | Цифровой Дэсан          | «Twinkle»               | Номинация |
| 2013 | Награда за популярность | Girls’ Generation — TTS | Номинация |
| 2015 | Диск Бонсан             | Holler                  | Победа    |

### Gaon Chart Music Awards
| Год  | Номинация                    | Что номинировано | Результат |
| ---- | ---------------------------- | ---------------- | --------- |
| 2013 | Альбом Года — Второй квартал | Twinkle          | Победа    |
| 2013 | Песня Года — Май             | «Twinkle»        | Победа    |

### Seoul Music Awards
| Год  | Номинация               | Что номинировано | Результат |
| ---- | ----------------------- | ---------------- | --------- |
| 2013 | Награда Бонсан          | «Twinkle»        | Номинация |
| 2013 | Награда за популярность | «Twinkle»        | Номинация |
| 2015 | Награда Бонсан          | Holler           | Победа    |

### Style Icon Awards
| Год  | Номинация   | Что номинировано        | Результат |
| ---- | ----------- | ----------------------- | --------- |
| 2014 | Топ-10 Икон | Girls’ Generation — TTS | Победа    |

## Музыкальные шоу

### Show Champion
| Год  | Дата   | Песня     |
| ---- | ------ | --------- |
| 2012 | 8 мая  | «Twinkle» |
| 2012 | 15 мая | «Twinkle» |
| 2012 | 22 мая | «Twinkle» |

### M! Countdown
| Год  | Дата        | Песня     |
| ---- | ----------- | --------- |
| 2012 | 10 мая      | «Twinkle» |
| 2012 | 17 мая      | «Twinkle» |
| 2012 | 24 мая      | «Twinkle» |
| 2014 | 25 сентября | «Holler»  |
| 2014 | 2 октября   | «Holler»  |

### Music Bank
| Год  | Дата      | Песня     |
| ---- | --------- | --------- |
| 2012 | 11 мая    | «Twinkle» |
| 2012 | 18 мая    | «Twinkle» |
| 2012 | 25 мая    | «Twinkle» |
| 2014 | 3 октября | «Holler»  |

### Music Core
| Год  | Дата       | Песня    |
| ---- | ---------- | -------- |
| 2014 | 11 октября | «Holler» |

### Inkigayo
| Год  | Дата      | Песня     |
| ---- | --------- | --------- |
| 2012 | 13 мая    | «Twinkle» |
| 2012 | 20 мая    | «Twinkle» |
| 2012 | 27 мая    | «Twinkle» |
| 2014 | 5 октября | «Holler»  |